# Cherie Priest

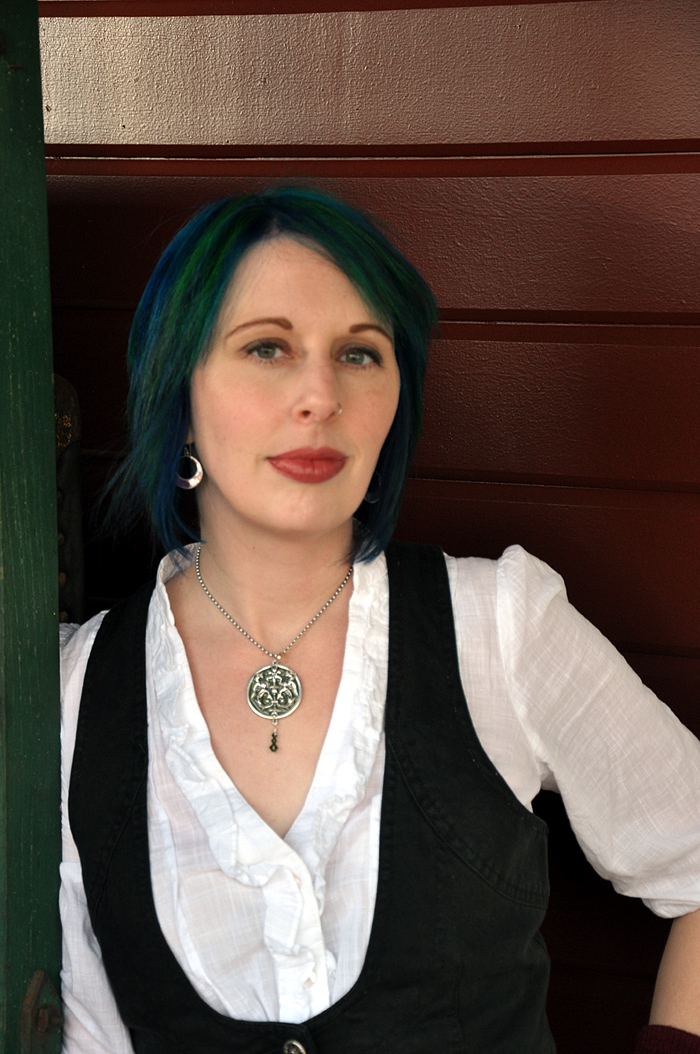
Cherie Priest (2009)

Cherie Melinda Priest (geboren am 30. Juli 1975 in Tampa, Florida) ist eine amerikanische Autorin von Horror und Fantasy.

## Leben
Priest studierte an der Southern Adventist University in Collegedale, Tennessee, wo sie einen Bachelor in Englisch erwarb, und an der University of Tennessee in Chattanooga, wo sie 2001 mit einem Master in Rhetorik und schriftstellerischem Arbeiten abschloss.
2006 zog Priest von Chattanooga nach Seattle an der Nordwestküste, stellte aber nach 6 Jahren fest, dass sie dort nicht heimisch geworden war und kehrte 2012 nach Tennessee zurück.
Priest ist seit März 2006 mit ihrem langjährigen Partner Avic Annear verheiratet. Sie leben seit 2017 wieder in Seattle. Sie arbeitet als Verlagsassistentin für Subterranean Press und schreibt Beiträge für Zeitschriften und Websites.

## Werk
2003 erschien Priests erster Roman Four and Twenty Blackbirds, zugleich erster Band der Southern-Gothic-Trilogie um die Protagonistin Eden Moore. Eden ist eine junge Frau, die Geister sehen kann. Die Mutter ist bei der Geburt gestorben ist und Eden wächst bei ihrer Tante Lulu auf, der Hüterin einer Reihe düsterer Familiengeheimnisse, denen Eden auf die Spur kommen will, während sie von einem wahnsinnigen Cousin verfolgt wird, der sie umbringen will. 
2009  erschien Boneshaker, erster Band der Clockwork Century-Serie von Steampunk-Romanen. Der Roman spielt in Seattle um 1880. Jahre zuvor hat der Test des Boneshakers, einer revolutionären Bohrmaschine, eine Katastrophe verursacht, bei der Teile der Innenstadt zerstört wurden. Seither strömt dort ein giftiges Gas aus, das Menschen in lebende Leichen verwandelt. Um die Ausbreitung des Gases zu unterbinden, wurde um das betroffene Gebiet eine hohe Mauer gebaut. Als der Sohn des Erfinders dort eindringt, um im ehemaligen Haus des Vaters nach Beweisen zu suchen, die dessen Ruf wiederherstellen sollen, findet er sich in der Innenstadt mit ihren gefährlichen Bewohnern eingeschlossen. Derweil begibt sich seine Mutter auf eine Rettungsmission. Hintergrund der Clockwork Century-Serie ist eine alternative Geschichte der USA, in der sich der Bürgerkrieg über Jahrzehnte hinzieht, Texas weiterhin unabhängig ist und mehr oder minder verrückte Erfinder mit Zahnrädern und Uhrwerkmechanismen Erstaunliches leisten.
Boneshaker erhielt den Locus Award, war für den Nebula Award nominiert und auch die Folgeromane Dreadnought und Ganymede wurden ausgezeichnet.
Priests Werke wurden bislang in 10 Sprachen übersetzt. Allein Boneshaker wurde ins Deutsche, Französische, Spanische, Portugiesische, Russische, Polnische, Tschechische, Türkische und Japanische übersetzt. Deutsche Übersetzungen liegen von Boneshaker und I Am Princess X vor.

## Auszeichnungen
- 2006: Lulu Blooker Prize in der Kategorie Fiction für den Roman Four and Twenty Blackbirds[5]
- 2010: Locus Award und Pacific Northwest Booksellers Association Award[6] für den Roman Boneshaker
- 2011: Endeavour Award für den Roman Dreadnought
- 2012: Airship Award for Written Fiction für den Roman Ganymede[4]
- 2016: Northbrook Junior High Book Award und Westchester Fiction Award für den Roman I Am Princess X[4]

## Bibliografie

### Serien
Die Serien sind nach dem Erscheinungsjahr des ersten Teils geordnet.
Eden Moore (Romantrilogie)
- 1 Four and Twenty Blackbirds (2003, erweiterte Fassung 2005)
- 2 Wings to the Kingdom (2006)
- 3 Not Flesh Nor Feathers (2007)

Kilgore Jones (Kurzgeschichten)
- The Heavy (2008)
- Heavy Metal (2014)

Clockwork Century
- 1 Boneshaker (2009)
  - Deutsch: Boneshaker. Übersetzt von Frank Böhmert. Heyne, München 2012, ISBN 978-3-453-52866-6.
- 2 Clementine (2010)
- 3 Dreadnought (2010)
- 4 Ganymede (2011)
- 5 The Inexplicables (2012)
- 6 Fiddlehead (2013)

Kurzgeschichten:
- Tanglefoot (2008)
- Jacaranda (2014)

Cheshire Red Reports
- 1 Bloodshot (2011)
- 2 Hellbent (2011)

The Borden Dispatches
- 1 Maplecroft (2014)
- 2 Chapelwood (2015)

### Romane
- Dreadful Skin (2007)
- Those Who Went Remain There Still (2008)
- Fathom (2008)
- I Am Princess X (2015)
  - Deutsch: Ich bin Princess X. Übersetzt von Doris Hummel. bloomoon, München 2016, ISBN 978-3-8458-1229-8.
- The Family Plot (2016)
- Brimstone (2017)
- Indigo (2017, mit Kelley Armstrong, Christopher Golden, Charlaine Harris, Tim Lebbon, Jonathan Maberry, Seanan McGuire, James A. Moore, Mark Morris und Kat Richardson)
- Mississippi Roll (2017, Wild Cards #24, mit Stephen Leigh, David D. Levine, John J. Miller, Kevin Andrew Murphy und Carrie Vaughn)
- The Agony House (2018)

### Kurzgeschichten
- Horror at Snodgrass Hill (2003)
- The October Devotion (2006)
- 10 Archetypes in 2000 Words (2006)
- The Immigrant (2006)
- Wishbones (2006)
- Following Piper (2007)
- Bad Sushi (2007)
- The Target Audience (2008)
- Catastrophe Box (2009)
- Hell’s Bells (2009)
- Reluctance (2010)
- Addison Howell and the Clockroach (2011)
- The Rat Race (2011)
- The Button Man and the Murder Tree (2013)
- The Knoxville Girl (2016)
- The Mermaid Aquarium: Weeki Wachee Springs, 1951 (2016)
- Good Night, Prison Kings (2017)
- Mother Jones and the Nasty Eclipse (2018)